# Engelsk-nederländska krigen
Engelsk-nederländska krigen var en serie krig under 1600-talet som handlade om kontroll över handeln på haven.

## Bakgrund
Den engelska republiken under Oliver Cromwell ville skydda handeln med sina nordamerikanska kolonier och införde därmed de så kallade navigationsakterna år 1651. Detta innebar att varor inte får föras till eller från England annat än på engelska skepp. Detta fick till följd att engelska kapare kunde åberopa navigationsakterna för att ta andra nationers handelsfartyg i beslag. Det här drabbade främst holländarna och väckte stor irritation i Nederländerna. Den direkt utlösande faktorn för det första kriget var när den holländska amiralen Maarten Tromp eskorterade en holländsk handelskonvoj förbi Dover och vägrade att hala flaggan för den engelske amiralen Robert Blake.

### Första engelsk-nederländska kriget 1652–1654
Det första större slaget var vid Kentish Knock i oktober 1652. Där besegrade den engelske amiralen Robert Blake sin holländska motpart amiral Witte de With. Engelsmännen trodde kriget var över men i december samma år besegrades Robert Blake av Maarten Tromp i slaget vid Dungeness. Holländarna vann en del mindre segrar och fick kontroll över såväl engelska kanalen som Medelhavet. Robert Blake hade emellertid under tiden utarbetat en ny taktik, linjetaktiken, och kunde därmed år 1653 besegra holländarna i slaget vid Scheveningen utanför den holländska kusten. I slaget dödades Maarten Tromp och krigshandlingarna mellan de båda länderna upphörde p.g.a. krigströtthet hos båda parter. På våren 1654 beslöt man att skriva under ett fredsavtal.

### Andra engelsk-nederländska kriget 1665–1667
Efter att huset Stuart hade återbesatt den engelska tronen försökte man få en släkting till Kung Karl II (prins William III av Oranien) att bli vald till ståthållare över den holländska republiken. Man satte tryck på holländarna genom en antiholländsk handelspolitik. Dessutom hade engelska krigsskepp seglat in i New Amsterdam och krävt överhöghet över kolonin Nya Nederländerna 1664. Detta provocerade fram ett nytt krig år 1665. I detta det andra kriget skulle det följa ett antal segrar både för England och Holland. Kung Karl II:s bror Jakob (den blivande Jakob II) blev utsedd till storamiral och segrade i slaget vid Lowestoft 1665. Holländarna hade emellertid stora resurser och nästa år möttes de båda ländernas flottor i det så kallade fyradagarsslaget. Holländska flottan på 84 skepp under amiral Michiel de Ruyter mötte den engelska på 56 skepp under George Monk. Båda sidor räknar sig som segrare men det anses att Holland vann en knapp seger. Kriget avslutades med räden mot den brittiska flottans varv i Chatham vid Medwayfloden i juni 1667. Denna räd var en total seger för holländarna och amiral de Ruyter och England undertecknade ett fredsavtal på Nederländska villkor i juli 1667. Resultatet av det här kriget blev att den holländska flottan var världens starkaste under återstoden av 1600-talet.

### Tredje engelsk-nederländska kriget 1672–1674
Detta krig var en del av det större fransk-nederländska kriget (1672–1678). Efter nederlaget i det andra engelsk – holländska kriget fanns det i England inget intresse för något nytt krig. Men eftersom kung Karl II var bunden av ett avtal med Frankrikes kung Ludvig XIV tvingades man återigen ut i krig. kriget resulterade i ett antal nederlag för de engelsk-franska flottorna. Den holländske amiralen de Ruyter attackerade och besegrade 1672 den samlade engelsk-franska flottan vid Solebay öster om England. De Ruyter förhindrade också landsättningsmanövrar och blockader från fienden utanför den holländska kusten. Där de Ruyter segrade i slagen vid Schoonevel och Texel 1673. Efter dessa förluster väljer England att dra sig ur kriget 1674.